# Jacques Maillot
Pour les articles ayant des titres homophones, voir Jacques Maillot (réalisateur) et Jacques Mailhot.
Jacques Maillot est un homme d'affaires français, né le 17 novembre 1941 à Issy-les-Moulineaux.

## Biographie
Durant son enfance, il prend de nombreuses responsabilités dans le scoutisme. Après avoir passé un baccalauréat de philosophie au lycée Michelet à Vanves, il obtient une licence en droit. Il organise en juillet 1965 un premier voyage au Maroc pour 150 jeunes de la rive gauche de Paris. 
En octobre 1967, il monte une association loi de 1901 sous le nom de Nouvelles Frontières avec François Chevalier pour démocratiser le voyage et essayer d'apporter une dimension culturelle. En 1968, l'association devient une société anonyme dont le nom évoque la démocratisation du voyage pour de nombreux français, principalement vers les îles des DOM-TOM et la Corse. Il travaille à construire sa société sous une forme de réseau intégré comprenant 200 agences, deux compagnies aériennes, Corsair et AéroLyon et un parc hôtelier, principalement aux Antilles. Après avoir concédé au groupe allemand Preussag, connu sous la marque TUI, en mai 2001 une partie du capital de la société, il quitte le 1er novembre 2001 la direction du groupe pour cause de désaccord avec la stratégie mise en œuvre par la nouvelle direction. Il garde des responsabilités d'administrateur et de consultant.
En février 2003, il est nommé par le ministre des Transports administrateur de la SNCF en tant que représentant des voyageurs.
Le 7 avril 2004, il devient PDG d’Eurotunnel après une assemblée générale très houleuse qui a renversé l’ancienne direction avec l'aide de Nicolas Miguet et une majorité de petits actionnaires. Le 18 février 2005, il décide de quitter ses fonctions de président du groupe ainsi que le poste d'administrateur le 4 mars 2005.
Il a par ailleurs créé l'association humanitaire Feu vert pour le développement et dirige la revue Témoignage chrétien. Il est aussi membre du conseil de surveillance de la Compagnie des Alpes et siège au conseil de Generali France.
Le 17 janvier 2006, il a investi 800 000 euros dans le groupe EasyVoyage fondée par Jean-Pierre Nadir au côté de Francis Reversé ancien patron du 3615 Degriftour, pionnier du commerce électronique en matière de vente de voyage.

### Vie privée
Il est marié et a quatre enfants[réf. nécessaire].

## Décoration
- Officier de la Légion d'honneur depuis 2002[1]